# Ischyrosaurus manseli

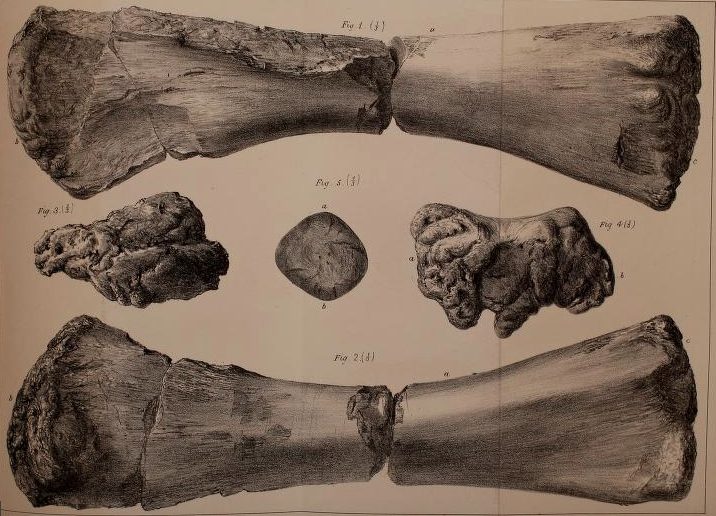
El húmero en varias vistas.

"Ischyrosaurus manseli" es la única especie conocida del género inválido  " Ischyrosaurus" (gr. “lagarto fuerte”) de dinosaurio saurópodo, que vivió en a finales del período Jurásico, hace aproximadamente 152 millones de años, en el Kimmeridgiense, en lo que hoy es Europa. "Ischyrosaurus" fue un gran saurópodo de 25 metros de largo, 6 de alto y 35 toneladas en masa. Fue encontrado en la arcilla de Kimmeridge de Dorset, Cambridgeshire, Inglaterra. Por un tiempo fue incluido dentro de Pelorosaurus, del Cretácico inferior, pero hay muy poca evidencia de esto. Este género fue creado por Hulke en una publicación inédita cerca de 1874, que Lydekker observó en su catálogo 1888 de reptiles fósiles en el Museo Británico. Lydekker usó el nombre de Hulke, sin embargo, este ya había sido usado desde 1869 por Cope, en el volumen de Batrachia extintos, que es un sinónimo más moderno de Ischyrotherium que creó cuando él se dio cuenta de que su Ischyrotherium no era un mamífero sino un reptil.
"Ischyrosaurus" se basa en un húmero parcial, BMNH R41626 encontrado en 1868 John Hulke lo describió brevemente en 1869, y lo nombró en 1874; se ha sugerido que le pertenece el crédito por crear el nombre binomial "Ischyrosaurus" manseli, pero sin publicarlo, de acuerdo a esto, Richard Lydekker en 1888 que consiguió el nombre de un manuscrito inédito de 1874 de Hulke. De cualquier manera, el género ya estaba en uso por Edward Drinker Cope entre 1869 y 1870, pero el nombre de Cope estaba en uso desde 1871, precediendo de cualquier manera al de Hulke por lo que es inválido.
Como la mayoría de los saurópodos del Jurásico superior-Cretácico inferior de Europa, ha sido parte del complejo taxonómico Pelorosaurus-Ornithopsis, siendo primero referido a Ornithopsis como O. manseli, y luego a Pelorosaurus como P. manseli. aunque nunca hubo cualquier evidencia fuerte para referirlo a estos géneros cretáceos aparte de semejanza general entre algo del material.
Upchurch et al., en la revisión más reciente en 2004, la enumera como saurópodo dudoso de afinidades desconocidas, aunque, según lo observado, por Darren Naish, podría ser un braquiosáurido. Un resumen de 2010 de los saurópodos del Jurásico tardío de Dorset señaló que "Ischyrosaurus" comparte características que se han observado tanto en Rebbachisauridae como en los Titanosauriformes, pero carecían de características para determinar su posición filogenética exacta.